# HFS
HFS (англ. Hierarchical File System - ієрархічна файлова система) — файлова система, розроблена Apple Computer для комп'ютерів з встановленою операційною системою Mac OS.
HFS ділить тому на логічні блоки по 512 байт, один або більше яких складають блок розміщення. HFS - файлова система з 16 бітною адресацією, тому розмір тому обмежений 65 535 блоками.